# Choắt lớn

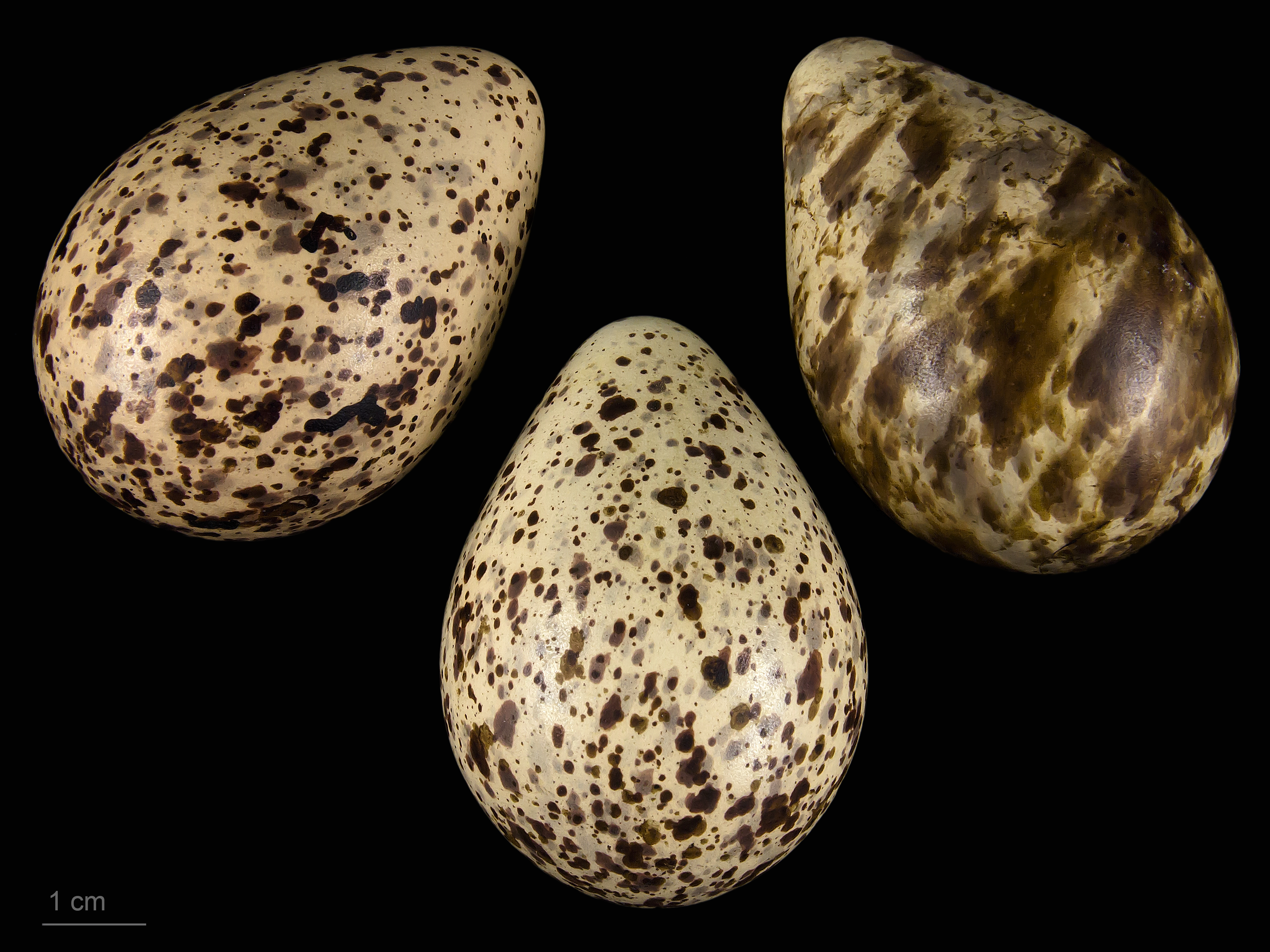
Trứng của choắt lớn Tringa nebularia

Choắt lớn (danh pháp hai phần: Tringa nebularia) là một loài chim thuộc họ Dẽ. Nó là loài cận Bắc cực, phân bố từ bắc Scotland đến bắc Á. Nó là loài di cư. Loài choắt lớn làm tổ ở phía bắc châu Âu và Á mùa đông di cư đến châu Phi, Ấn Độ, Myanmar, Hoa Nam, Đông Dương, Mã Lai và châu Đại Dương.
Tại Việt Nam về mùa đông loài này có ở vùng bờ biển trung Trung bộ (Quảng Trị, Thừa Thiên).

## Mô tả
Choắt lớn có bộ lông màu nâu trong mùa sinh sản và màu nâu xám vào mùa đông. Khi ở trong nước, chúng có thể trông rất giống với choắt đốm đen nhưng được phân biệt bằng hình dạng của mỏ thấp hơn, khiến chúng có hình dạng lộn ngược về phía mỏ. Chúng có đôi chân dài màu xanh lục và một mỏ dài với nền màu xám. Chúng cho thấy một hình cái nêm trắng trên lưng khi bay.
Giống như hầu hết các loài choắt, chúng ăn động vật không xương sống nhỏ, nhưng cũng ăn cá nhỏ và động vật lưỡng cư.